# Hearst-Selig News Pictorial, No. 104
Hearst-Selig News Pictorial, No. 104 è un cortometraggio muto del 1915. Dopo l'uscita di queste news, il sodalizio tra Hearst e Selig si sciolse: Selig continuò a produrre cinegiornali in collaborazione con il Chicago Tribune mentre Hearst si valse della Vitagraph per produrre la serie Hearst-Vitagraph News Pictorial.

## Produzione
Il film fu prodotto dalla Selig Polyscope Company.

## Distribuzione
Distribuito dalla General Film Company, il film - un cortometraggio in una bobina - uscì nelle sale cinematografiche statunitensi il 30 dicembre 1915.